# Mele (île)
Pour les articles homonymes, voir Mele (homonymie).
Mele est un village du Vanuatu, face auquel se situe l'îlot Hideaway Island sur Éfaté. C'est une enclave polynésienne où l'on parle le Ifira-Mele (ou Mele-Fila). Elle est connue pour son bureau postal sous-marin.